# La novia abominable
The Abominable Bride (La novia abominable en España) es un episodio especial de la serie británica Sherlock de la BBC, emitido entre el final de la tercera temporada y el inicio de la cuarta. El episodio se emitió el 1 de enero del 2016, y los personajes aparecen en un universo paralelo: la época victoriana londinense del relato original escrito por Arthur Conan Doyle. El título viene de El ritual de los Musgrave, uno de los relatos de Doyle en el cual Holmes recuerda uno de sus anteriores casos, Ricoletti, el del pie deforme, y su abominable esposa. También aparecen elementos de otros de los relatos de Doyle, como las semillas de naranja de Las cinco semillas de naranja y las cataratas de Reichenbach de El problema final.

## Sinopsis
El argumento da saltos temporales entre el presente y el Londres de la época victoriana, donde se ve a un John Watson (Martin Freeman) recién retornado de la guerra. Conoce a Sherlock Holmes (Benedict Cumberbatch), quien le invita a compartir piso con él en el 221B de Baker Street.
En 1895, el inspector Lestrade (Rupert Graves) se presenta ante Holmes y Watson con un caso desconcertante: una noche, el señor Ricoletti (Gerald Kyd) es abordado por su mujer, Emelia Ricoletti (Natasha O'Keeffe), quien vestida de novia le mata de un disparo. Lo curioso es que horas atrás Emelia había estado aterrorizando a transeúntes desde su balcón con un revólver, antes de volarse la cabeza. Holmes decide aceptar el caso, al verse fascinado por la supuesta resurrección, pero pronto pierde interés. Cuando surgen más casos en los que una novia aparece a asesinar a más hombres, deduce que no es más que un crimen por imitación.
Meses más tarde, deciden continuar con el caso ante la oportunidad de impedir otro asesinato, pero no consiguen evitarlo. Además, encuentran una nota de la supuesta asesina junto al cadáver, en la que se lee «¿Me echas de menos?», un mensaje que Holmes relaciona rápidamente con su archienemigo, James Moriarty (Andrew Scott).
De vuelta al presente, se revela que los hechos en la época Victoriana no son más que una invención de la mente drogada de Sherlock, lo que él llama su palacio de la memoria. Cuando despierta, explica que si es capaz de resolver ese crimen, el aparente retorno de Moriarty también cobraría sentido, por lo que vuelve a drogarse.
De vuelta en 1895, Holmes recibe un telegrama de Mary Watson (Amanda Abbington) indicándole que ha encontrado a las cómplices de Emelia Ricoletti, una sociedad secreta afiliada al movimiento por los derechos de las mujeres. Holmes deduce que usaron a una doble para fingir el suicidio de Emelia, lo que le permitió crear al personaje de la vengativa novia fantasma y asesinar a su marido. Como estaba muriendo de tuberculosis, después del crimen pidió que la mataran de un disparo en la boca para poder reemplazar el cadáver de su doble y así Holmes y Watson la identificaron positivamente en la morgue. Desde entonces, las mujeres del grupo han estado usando el personaje de la novia fantasma para asesinar a todos los hombres que las habían tratado mal. Holmes se dispone a concluir su acusación, creyendo que la asesina más reciente es la mujer que se le acerca vestida de novia, pero quien se esconde bajo el velo resulta ser Moriarty.
Tras unas escenas de flashback entre pasado y presente, el Holmes de 1895 se despierta en un saliente de las cataratas de Reichenbach. Forcejea con Moriarty, hasta que aparece Watson y lo empuja al vacío. Holmes explica que para volver al presente y despertar de su palacio de la memoria, tendrá que lanzarse por el precipicio.
Sherlock, ya en el presente, concluye que Moriarty sí murió al suicidarse, pero dejó organizados una serie de planes que se llevarían a cabo por otros después de su muerte, como hizo Emelia Ricoletti. El episodio termina con Holmes en su piso en 1895, explicándole a un cínico Watson sus visiones sobre aviones y teléfonos.

## Rodaje

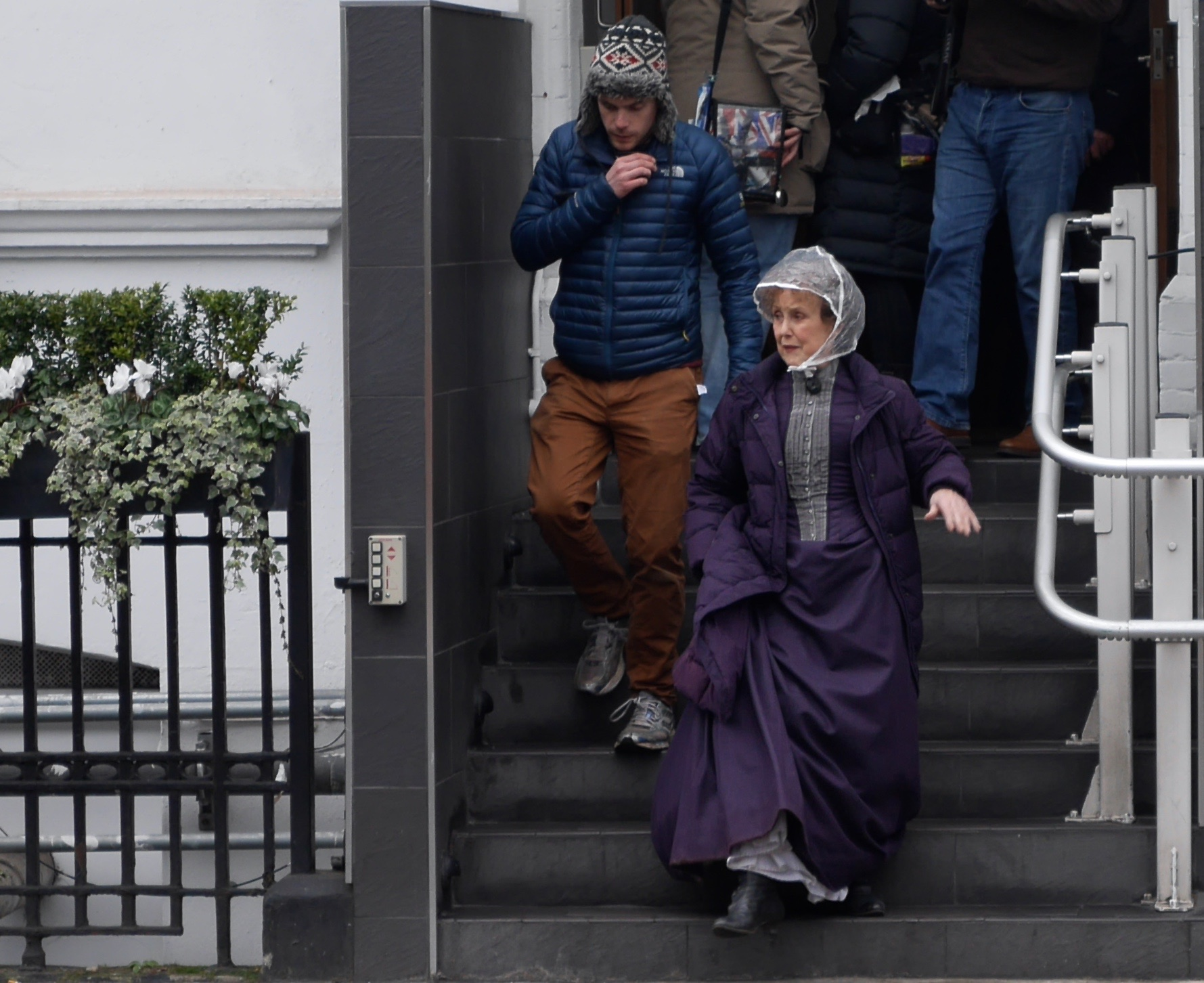
Una Stubbs, caracterizada de la señora Hudson para el episodio, en febrero de 2015